# Sésame et les Lys
Sésame et les Lys (en anglais Sesame and Lilies), est un ouvrage de l'essayiste et critique d'art anglais John Ruskin paru en 1865 et traduit en français en 1906 par Marcel Proust.

## Description
Le livre est la réunion de deux conférences. Dans la première, intitulée Les trésors des Rois, Ruskin évoque l'importance de la lecture, qu'il compare à une conversation avec des personnes qui auraient des choses plus intéressantes à nous dire que celles que le hasard nous fait rencontrer. La seconde, Les jardins des Reines, est un plaidoyer pour l'éducation des jeunes filles ; Ruskin y évoque également la place des femmes dans l'œuvre de Shakespeare et de Walter Scott.
Lorsqu'il traduisit ces deux conférences, Marcel Proust écrivit une longue préface, Sur la lecture, dans laquelle il évoque ses lectures d'enfance et conteste la thèse de Ruskin : pour lui, la lecture n'est pas une conversation, mais consiste au contraire « à recevoir communication d'une autre pensée, mais tout en restant seul, c'est-à-dire en continuant à jouir de la puissance intellectuelle qu'on a dans la solitude et que la conversation dissipe immédiatement ».